# Serie E161 a E170 de CP
La Serie E161 a E170, igualmente conocida como Serie E160, fue un tipo de locomotora de tracción a vapor, que fue utilizada por los Ferrocarriles del Estado y por la Compañía de los Caminhos de Ferro Portugueses.

## Historia

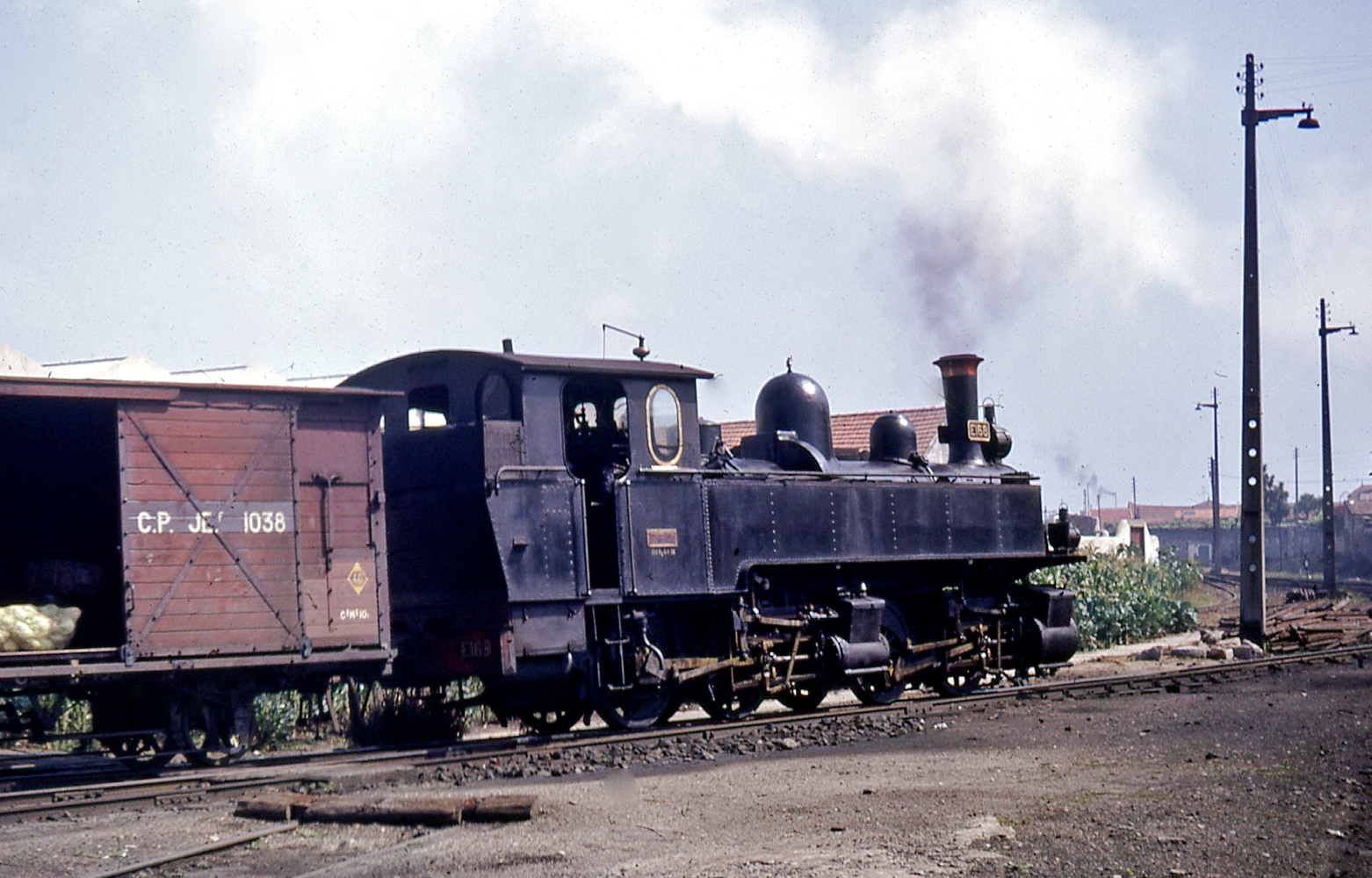
Locomotora E168 en Póvoa de Varzim, en 1970.

Estas locomotoras fueron fabricadas por la empresa alemana Henschel & Sohn, siendo las primeras cuatro unidades construidas en 1905 y las restantes en 1908. Fueron las primeras locomotoras Mallet en Portugal, siendo adquiridas casi a la vez que otras de este tipo, por la Companhia do Caminho de Ferro do Porto à Póvoa e Famalicão. Fueron adquiridas por la División del Miño y del Duero de los Ferrocarriles del Estado originalmente para la Línea del Corgo, siendo la primera gran serie de locomotoras en entrar en servicio en esta Línea, y remolcando el comboi inaugural, entre Régua y Vila Real.

## Características
Esta serie estaba compuesta por diez locomotoras-tanque Mallet de ancho métrico, numeradas de E161 a E170. Utilizaban un esquema en compound, con cuatro cilindros exteriores, siendo el sistema de atrás accionado por los cilindros de alta presión, y el de delante, por los de baja presión.

## Ficha técnica

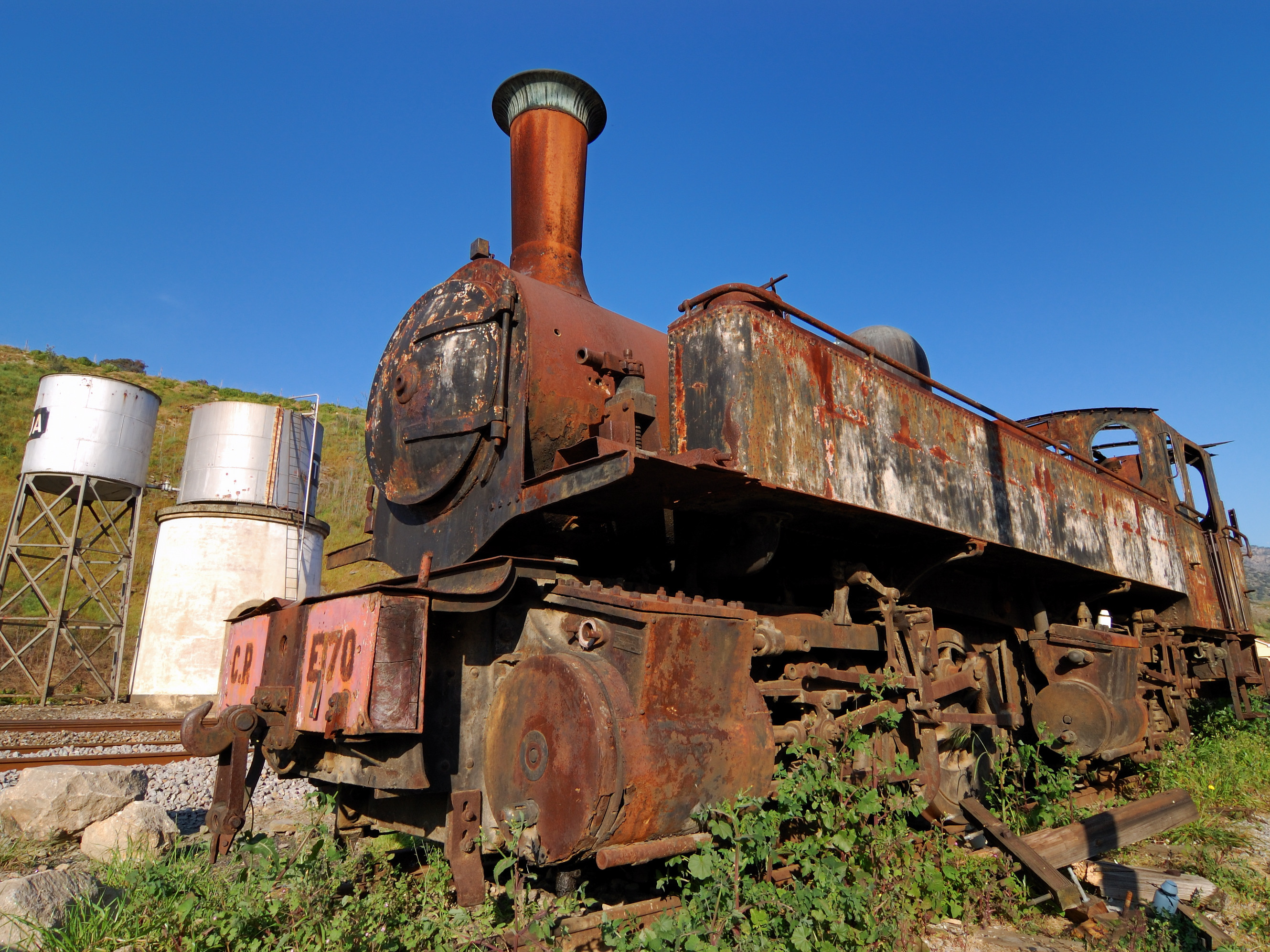
Locomotora E170, en la estación de Túa.

### Características generales
- Fabricante: Henschel & Sohn[2]
- Construcción: 1905[2]-1908[1]
- Ancho de vía: 1000 mm[2][1]